# ヴォーン・ジョーンズ

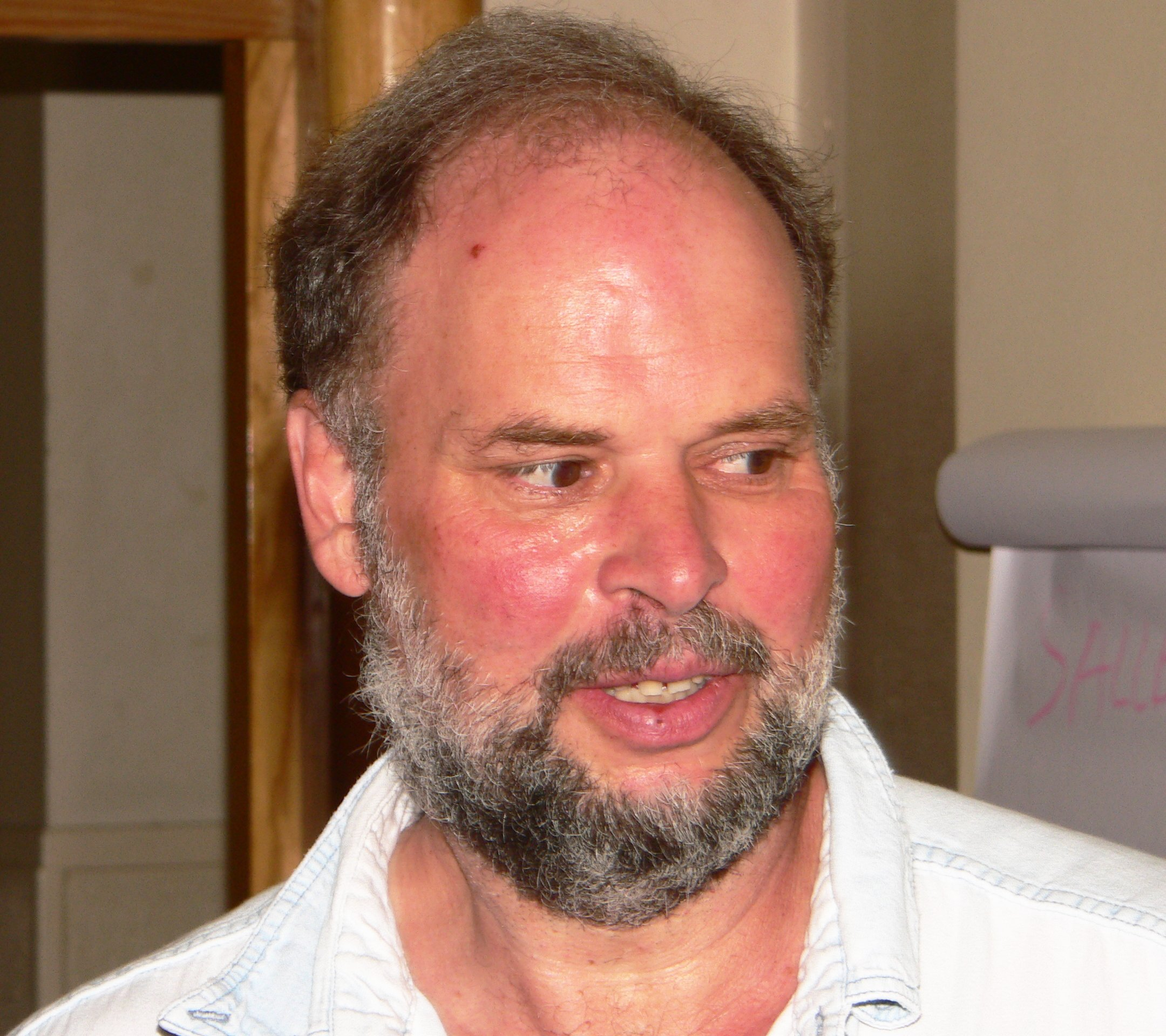
ヴォーン・ジョーンズ（2007年）

ヴォーン・フレデリック・ランダル・ジョーンズ（Vaughan Frederick Randal Jones、KNZM、1952年12月31日 - 2020年9月6日）は、ニュージーランド出身の数学者。ヴァンダービルト大学特別教授、カリフォルニア大学バークレー校名誉教授、オークランド大学招聘教授。
1990年フィールズ賞受賞。専門はフォン・ノイマン環、数理物理学、低次元位相幾何学、代数解析学の研究。

## 業績
1983年に作用素環論にJonesの指数理論を導入した。この理論は分類理論において新視点を提供し、量子Galois理論とでも呼べるものを準備した。さらにジョーンズ多項式を発見し、作用素環論と無関係とも思えるトポロジーとの密接な関係を示した。
ジョーンズ多項式はエドワード・ウィッテンにより一般の3次元多様体の不変量(Jones-Witten不変量)に拡張され、場の量子論、作用素環論、トポロジー、数理物理学の研究に貢献した。

## 来歴
- 1952年 - ギズボーン生まれ。ケンブリッジ育ち。ケンブリッジのセント・ピーターズ・スクール、オークランドの名門オークランド・グラマー・スクール卒。
- 1972年 - オークランド大学で理学士を取得
- 1973年 - オークランド大学で理学修士号（数学専攻）を取得
- 1974年 - スイス政府奨学生としてスイスジュネーヴ大学物理学科へ留学
- 1976年 - ジュネーブ大学数学科へ転籍
- 1979年 - ジュネーヴ大学でPh.D.（理学博士号（数学専攻））を取得（指導教授はアンドレ・ヘフリガー）
- 1980年 - 1981年 カリフォルニア大学ロサンゼルス校助教授
- 1981年 - 1984年 ペンシルベニア大学助教授
- 1984年 - ペンシルベニア大学準教授
- 1985年 - 2011年9月 カリフォルニア大学バークレー校教授
- 2011年10月 - ヴァンダービルト大学数学科特別教授、ヴァンダービルト大学非可換幾何/作用素環論センター特別教授。

## 主な受章歴・要職歴
- 1990年 - 国際数学者会議よりフィールズ賞受賞
- 1993年 - アメリカ芸術科学アカデミー会員
- 1999年 - 米国科学アカデミー会員
- 2001年 - ノルウェー科学文学アカデミー会員
- 2002年 - ニュージーランド・メリット勲章
- 2002年 - ロンドン数学会名誉会員
- 2004年 - 2007年 アメリカ数学会副会長
- 2009年 - エリザベス2世よりナイトの勲位を授与され、サー (Sir) の称号を得る